# Savannah Guthrie
Savannah Clark Guthrie (sinh ngày 27 tháng 12 năm 1971) là một nhà báo, biên tập viên truyền hình của NBC New nước Mỹ. Cô được Tạp chí Time bình chọn là 100 người ảnh hưởng nhất trên thế giới vào năm 2018.

## Sự nghiệp
Cô sinh ra ở Melbourne, Úc.
Cô trở thành phóng viên của NBC News vào tháng 9 năm 2007.
Vào ngày 18 tháng 12 năm 2007, cô là phóng viên Nhà Trắng cho NBC News.
Vào ngày 25 tháng 5 năm 2011, Cô trở thành Giám đốc pháp lý của NBC News.
Trong năm 2011, cô đã tiến hành một cuộc phỏng vấn với Donald Trump, trong đó ông đã thảo luận về vai trò của mình trong cuộc tranh cãi "birther" của Barack Obama. Sau đó cùng năm đó, cô đã phỏng vấn Tiến sĩ Conrad Murray sau khi anh ta bị kết tội ngộ sát không tự nguyện trong cái chết của Michael Jackson. Cô cũng báo cáo chi tiết độc quyền về cái chết của Osama bin Laden